# Radmor 5102

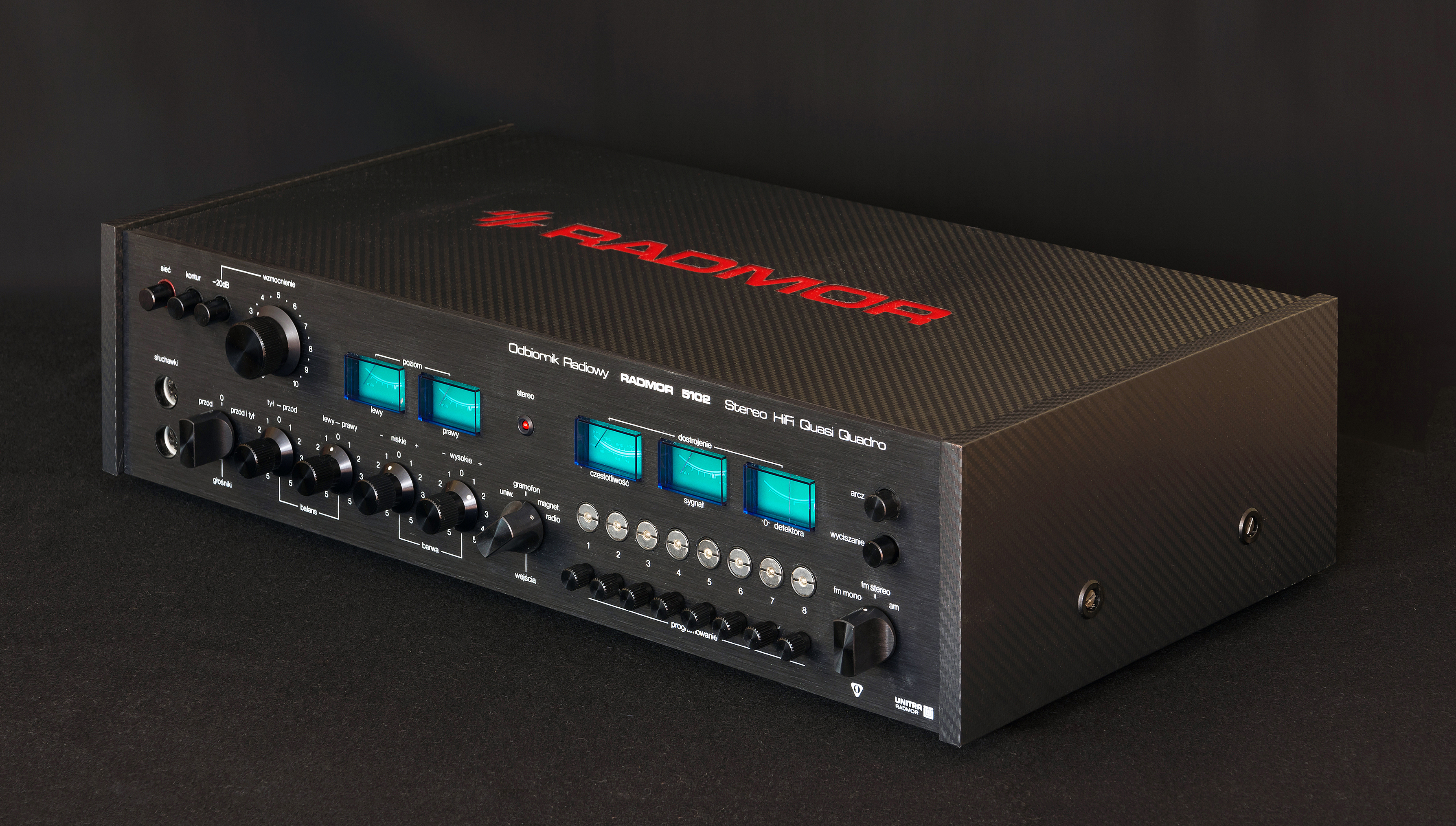
Radmor 5102

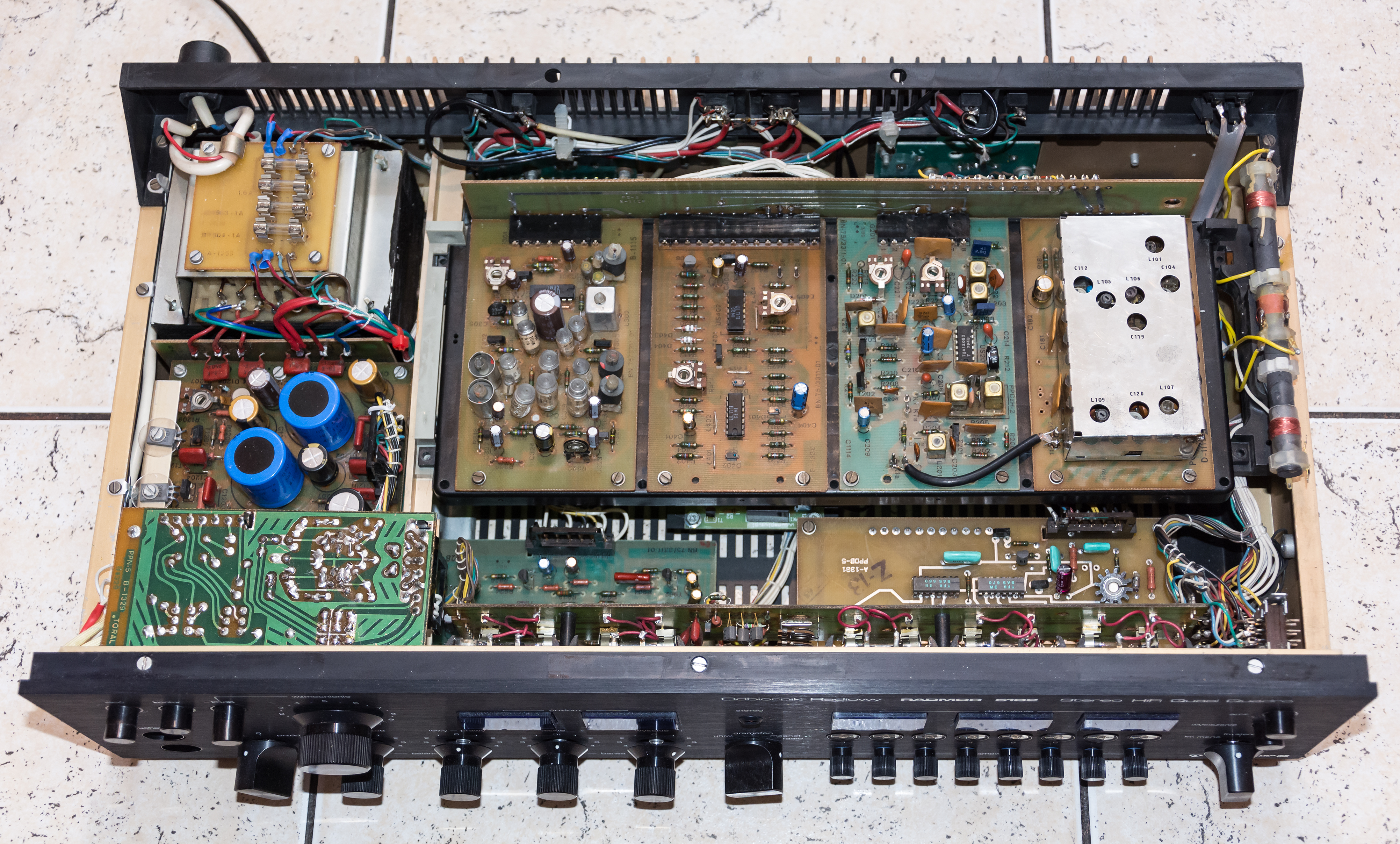
Wnętrze odbiornika

Odbiornik Radiowy RADMOR 5102 Stereo HiFi Quasi Quadro (Odbiornik stereofoniczny radiowy OR-5102) – amplituner stereofoniczny produkowany przez gdyński Radmor. Wprowadzony do produkcji w 1979 roku następca modelu Radmor 5100.

## Historia
Odbiornik, podobnie jak jego poprzednik, został opracowany przy współpracy z oddziałem RTV Przemysłowego Instytutu Telekomunikacji i Ośrodka Wzornictwa Przemysłowego PTH „Unitech”. Od modelu 5100 różni się dodanym włącznikiem funkcji „kontur” i zmianą parametru włącznika wzmocnienie „–12dB” na wzmocnienie „–20dB”, oraz trzyczęściową obudową drewnianą z boczkami zachodzącymi na węższą niż w 5100 płytę czołową (pierwsze egzemplarze posiadały jeszcze jednoczęściową obudowę jak w 5100). Produkowany był w kolorach srebrnym lub czarnym, który pod wpływem słońca zmieniał z czasem odcień na brąz → miedź → złoto. Srebrne 5102 wyposażane były w zielone diody sensorów, natomiast w czarnych montowano czerwone diody (choć zdarzają się wyjątki). W 1981 roku japońskie wskaźniki z niebieskimi szybkami zostały zastąpione wskaźnikami polskiej produkcji, posiadającymi bezbarwne szybki, żółtawe podświetlenie oraz dość grube wskazówki. W związku z tą zmianą, zmieniono również źródło oświetlenia z żarówek osiowych 6,3 V we wskaźnikach japońskich na żarówki R5 w polskich. Produkcję zakończono w 1981 roku, stopniowo wprowadzając odmiany 5102-T i 5102-TE różniące się od pierwowzoru jedynie brakiem wskaźników wysterowania oraz diodowymi wskaźnikami zera detektora i siły sygnału radiowego. Dodatkowo model 5102-TE posiada gniazdo korektora graficznego, zwarte przy jego braku odpowiednią zworą.

## Funkcje i budowa
Według folderu reklamowego oraz instrukcji obsługi Odbiornik stereofoniczny radiowy OR-5102:
- To luksusowy odbiornik klasy Hi-Fi, przystosowany do odbioru programów stereofonicznych na zakresie UKF oraz monofonicznych na zakresie fal długich i UKF
- Daje możliwość współpracy z urządzeniami zewnętrznymi, takimi jak magnetofony, gramofony, zestawy miksujące i iluminofoniczne
- Umożliwia odtwarzanie nagrań mono i stereofonicznych z taśm i płyt przy użyciu magnetofonów oraz gramofonów z przetwornikiem piezoelektrycznym lub magnetycznym
- Daje możliwość podłączenia zewnętrznych źródeł dźwięku, takich jak pełnozakresowe odbiorniki radiowe i urządzenia miksujące
- W odbiorniku zastosowano układy, takie jak: wyciszanie szumów, układy ARCz, podświetlane wskaźniki, przełączniki dotykowe, pamięć elektronową pozwalającą na szybkie wybranie jednej z ośmiu wcześniej zaprogramowanych stacji na zakresie UKF itp.
- Zbudowany na podzespołach tranzystorowych, obwodach scalonych, filtrach ceramicznych i hybrydowych gwarantuje niezawodność w eksploatacji
- Dzięki czterem wyjściom głośnikowym w systemie Quasi Quadro daje efekty akustyczne pseudokwadrofoniczne.

Budowa wewnętrzna Radmora 5102 nie różniła się znacznie od modelu 5100. Była to konstrukcja modułowa składająca się z 17 bloków/płytek. Płytki te mogły się nieznacznie od siebie różnić w różnych modelach (np. różne wartości rezystorów). Kolejną różnicą była zmiana rodzaju podświetlenia wskaźników, o której wspomniano wcześniej (inny typ żarówek).

## Dane techniczne
| Czułość użytkowa stereo              | 35 µV        |
| Czułość użytkowa mono                | 2 µV         |
| Próg ograniczenia                    | 2 µV         |
| Selektancja                          | 50 dB        |
| Pasmo przenoszenia (mono, stereo)    | 40–15000 Hz  |
| Zniekształcenie nieliniowe stereo    | 0,7%         |
| Zniekształcenie nieliniowe mono      | 0,3%         |
| Tłumienie sygnałów lustrzanych       | 60 dB        |
| Tłumienie przesłuch stereofonicznego | 30 dB        |
| Odstęp od szumów                     | 60 dB        |
| Rodzaj odbioru                       | mono, stereo |
| Antena dipolowa                      | 300 Ω        |

| Czułość użytkowa z anteny ferrytowej  | 2 mV / m                          |
| Czułość użytkowa z anteny zewnętrznej | 80 µV                             |
| Selektancja                           | 40 dB                             |
| Pasmo przenoszenia                    | 100–3000 Hz                       |
| Zniekształcenie nieliniowe            | 6%                                |
| Tłumienie sygnałów lustrzanych        | 55 dB                             |
| Rodzaj odbioru                        | mono                              |
| Antena wewnętrzna                     | ferrytowa                         |
| Antena zewnętrzna                     | długość z doprowadzeniami 10–15 m |

| Wielkość sygnału stereofonicznego na wejściu magnetofonu | 300 mV       |
| Czułość sygnału stereofonicznego na wejściu gramofonu    | 3 mV         |
| Sygnał na wejściu magnetofonowym                         | 0,1 mV / kΩ  |
| Pasmo przenoszenia mocy                                  | 20–30.000 Hz |
| Zniekształcenia                                          | 0,3%         |
| Zakres regulacji barwy dźwięku                           | ± 12dB       |